# Jan Andrzej Kubik
Jan Andrzej Kubik (ur. 1940 w Bielsku) – polski inżynier budownictwa, specjalizujący się w reologii konstrukcji inżynierskich oraz termomechanice; nauczyciel akademicki związany z politechnikami w Gliwicach i Opolu oraz PWSZ w Nysie.

## Życiorys
Urodził się w 1940 roku w Bielsku, gdzie uczęszczał do szkoły podstawowej i średniej. Po zdobyciu świadectwa dojrzałości podjął studia na Politechnice Śląskiej w Gliwicach, które ukończył w 1966 roku. Bezpośrednio po ukończeniu studiów rozpoczął pracę zawodową na swojej macierzystej uczelni, jednocześnie kontynuując studia doktoranckie. Jednocześnie podjął studia eksternistyczne z zakresu matematyki na Uniwersytecie Jagiellońskim w Krakowie (1965-1968). W 1970 roku uzyskał tam stopień naukowy doktora nauk technicznych, a w 1976 roku stopień naukowy doktora habilitowanego nauk technicznych w zakresie budownictwa na Politechnice Krakowskiej. Od lat 70. XX wieku pracuje także na Wyższej Szkole Inżynierskiej w Opolu (od 1996 roku Politechnika Opolska), gdzie od 1980 roku kieruje najpierw zakładem, a od 1986 roku Katedrą Fizyki Materiałów. 
W 1988 roku Rada Państwa PRL nadała mu tytuł profesora nauk technicznych. Obecnie poza Politechniką Opolską wykłada w Państwowej Wyższej Szkole Zawodowej w Nysie, gdzie był współtwórcą powstałego na początku XXI wieku Instytutu Architektury.
Jest członkiem wielu krajowych jak i zagranicznych towarzystw naukowych, w tym Komitetu Inżynierii Lądowej i Wodnej Polskiej Akademii Nauk oraz jej Sekcji Mechaniki Konstrukcji, Fizyki Budowli i Inżynierii Materiałów Budowlanych, Gesellschaft fur Angewandte Mathematik und Mechanik, European Mechanics Society, Standige Konferenz der Hochschullehrer fur Bauphysik, Society of ThermalStresses, Slovenska Spolećnost pre Mechaniky - Slovenska Akademia Ved Bratislava. Wypromował jak dotychczas 12 doktorów oraz opublikował około 200 prac naukowych, w tym 6 monografii. W uznaniu za swoje zasługi otrzymał m.in. Medal Komisji Edukacji Narodowej, Złotą Odznaka za Ratowanie Zabytków, Nagrodę Ministra Kultury i Sztuki.